# Billet de 500 francs noir
Pour les articles homonymes, voir 500 francs.
Recto
Chronologie
500 francs 1817 500 francs bleu
Le 500 francs noir est un type de billet de banque en francs français créé par la Banque de France le 25 juin 1842. 

## Historique
Les "billets noirs" sont fabriqués entre 1803 et 1862 parmi lesquels il faut distinguer le 5000 francs rouge de 1846. Le premier billet noir imprimé par la Banque de France est le 1000 francs Germinal. 
Dès les années 1830, ces billets ne comportent aucun verso original mais une impression dite "à l'identique inversée".
On trouve la mention "Il sera payé en espèces, à vue, au porteur la somme de" : ce qui veut dire que contre chaque billet, un particulier pouvait exiger au comptoir de la banque des espèces métalliques.
La plupart de ces "billets noirs" imprimés entre 1817 et 1862 furent définitivement privés de leur cours légal en décembre 1897.

## Description
Ce billet est uniface : seul le recto est imprimé.
En 1839, les planches gravées pour les billets de 1 000 et 500 francs étant en mauvais état, la Banque envisage d’en faire graver de nouvelles d’après les dessins originaux. C'est Jacques-Jean Barre, aidé par Dujardin, qui gravera ces nouvelles planches ornées de nouveaux motifs particulièrement difficiles à imiter. Globalement, on reste dans le style néoclassique mais les allégories anthropomorphes sont plus nombreuses. 
La vignette du 500 F présente une forme ovale destinée à la distinguer du billet de 1 000 francs. Dans sa partie supérieure apparaît un caducée, emblème de Mercure, dans un cartouche supporté par deux génies. À droite et à gauche, deux médaillons montrent des têtes antiques et sont surmontés de deux amours ; dans la partie inférieure, la Loi, tenant ses tables est assise entre deux enfants. Tous ces motifs sont reliés entre eux par un ornement composé de dessins symboliques. 
Le talon à gauche mentionne en capitales imitant la calligraphie les mots « Banque de France », en partie tronqués : le bord extérieur du billet est découpé de façon non rectiligne.
Cette dernière version sera reprise en bleu en 1862 et en bleu et rose en 1882 avec quelques variantes : le motif de ce recto servira en définitive jusqu'en 1943, ce qui constitue un record de longévité pour un billet français.